# Pentatheca angulifera
Pentatheca angulifera är en nässeldjursart som beskrevs av Nikolai Alexsandrovich Naumov 1955. Pentatheca angulifera ingår i släktet Pentatheca och familjen Halopterididae. Inga underarter finns listade i Catalogue of Life.